# ميناموتو نو يوشيميتسو
 ميناموتو نو يوشيميتسو  (1045 - 25 نوفمبر 1127) ساموراي من عشيرة ميناموتو، عاش أثناء فترة هييآن في اليابان. وفقًا للديتو ريو، فقد قام يوشيميتسو بتشريح جثث الرجال الذين قتلوا في المعارك، لدراستها بهدف معرفة النقاط المؤثرة في الجسم، للاستفادة منها في تصميم الأساليب الجديدة في الفنون القتالية اليابانية.